# Shelina Zadorsky
Shelina Laura Zadorsky, född 24 oktober 1992 i London i Ontario, är en kanadensisk fotbollsspelare som spelar för Tottenham Hotspur.
Zadorsky blev olympisk bronsmedaljör i fotboll vid sommarspelen 2016 i Rio de Janeiro. Vid olympiska sommarspelen 2020 i Tokyo var Zadorsky en del av Kanadas lag som tog guld.